# Ballston-MU
Ballston-MU è una stazione della metropolitana di Washington, situata sul tratto comune delle linee arancione e argento. Si trova ad Arlington, in Virginia, e serve il quartiere di Ballston e la Marymount University.
È stata inaugurata il 1º dicembre 1979, contestualmente all'ampliamento della linea arancione oltre Rosslyn; fino al 1986 è stata capolinea della linea arancione. Nota in fase di progettazione come Glebe Road, fu inaugurata con il nome di Ballston, che nel 1995 fu cambiato nell'attuale Ballston-MU.
La stazione è servita da autobus dei sistemi Metrobus (anch'esso gestito dalla WMATA) e Arlington Transit.